# Virtual Skipper 3
Virtual Skipper 3 est un jeu vidéo de simulation de course à la voile développé par Nadeo et édité par Focus Home Interactive, sorti en 2003 sur Windows.

## Accueil
- Gamekult : 8/10[1]
- Jeuxvideo.com : 18/20[2]
- Jeuxvideo.fr : 7/10[3]